# Pampliega
Pampliega es un municipio y localidad española de la provincia de Burgos, en la comunidad autónoma de Castilla y León. El término municipal, ubicado en la comarca del Arlanza y el partido judicial de Burgos, tiene una población de 290 habitantes (INE 2024).

## Geografía
Es una localidad de la provincia de Burgos en España, situada a unos 30 km de la capital, en una ladera a la orilla del Arlanzón, desde la que domina el valle. Hay una hermosa vista desde la explanada de su iglesia.

## Historia
Los orígenes de Pampliega se remontan hasta el siglo II a. C., cuando aparece en las tablas de Ptolomeo con el nombre de Ambisna, uno de los cruces de caminos importantes de la época. Posteriormente mantuvo el nombre de Pamplica.
El noble godo Chindasvinto se hizo proclamar rey por los visigodos en esta localidad, en el 642. Así mismo, mantuvo relación con esta localidad el rey visigodo Ervigio. Por último, fue lugar de retiro y muerte del otro rey godo: Wamba, en el monasterio de San Vicente (hoy desaparecido). Su cuerpo se conservó ahí sepultado hasta que Alfonso X de Castilla lo mandó trasladar a Toledo a la iglesia de Santa Leocadia.

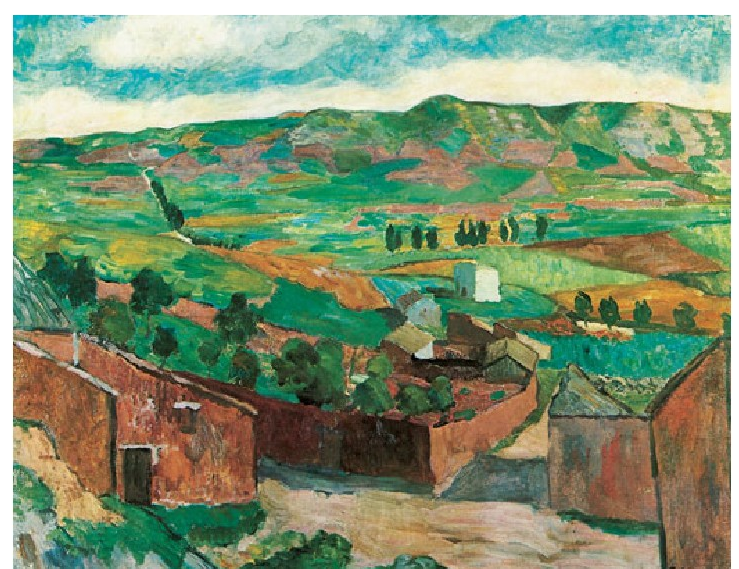
Paisaje de Pampliega por Juan de Echevarría (c. 1920), Museo de Bellas Artes de Bilbao.

En 2014 el Ayuntamiento de Pampliega solicitó la devolución de los restos del rey Wamba al cabildo catedralicio de la catedral toledana, templo donde se encuentran en la actualidad. Fueron trasladados junto con los restos de Recesvinto allí en 1845 tras ser profanados por tropas francesas durante la Guerra de Independencia, por orden de Isabel II. 
La figura del rey Wamba es un importante símbolo en la localidad, habiendo un monolito con su efigie, una calle y una plaza en su honor, un sello con su anagrama, una casa rural, una bodega, una peña recreativa; hasta un círculo católico de obreros de 1893 fue bautizado con su nombre.

## Demografía
Pampliega cuenta con una población de 290 habitantes (INE 2024).
| Gráfica de evolución demográfica de Pampliega entre 1842 y 2021 |
| |
| Población de derecho según los censos de población del INE. Población de hecho según los censos de población del INE.Entre el censo de 1857 y el anterior, crece el término del municipio porque incorpora a Santiuste y Torrepadierne. |

## Monumentos

### Murallas

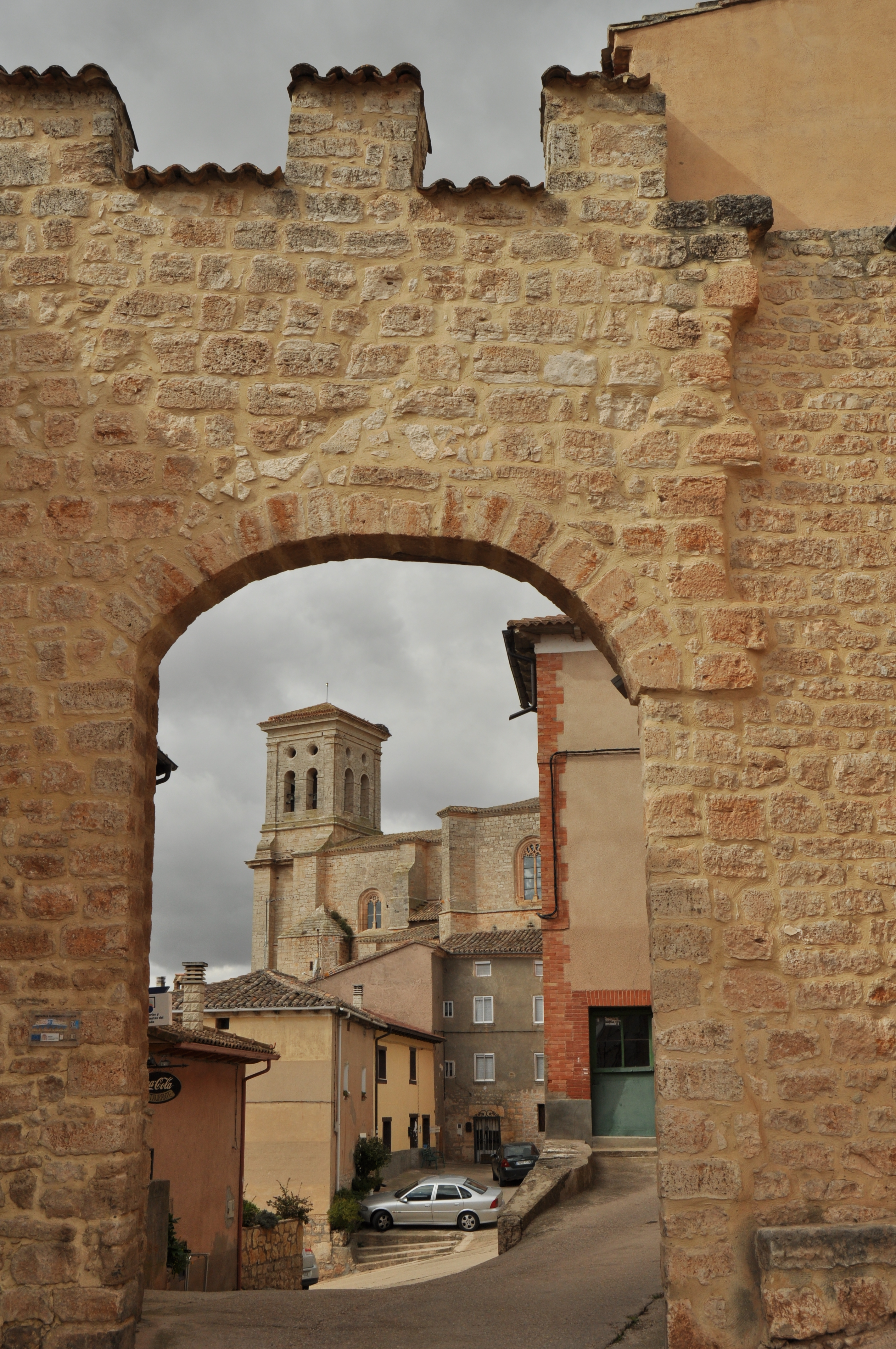
Puerta de Presencio en los restos de las murallas de Pampliega.

La población permanece parcialmente amurallada. Las murallas que cerraban la población partían desde el castillo, en lo alto del cerro hasta el río. En estas murallas existían tres puertas de entrada:
- La de Burgos, hacia el norte.
- La del Puente, hacia el oeste.
- La de Presencio, hacia el Sur, que es la única que hoy en día se mantiene en pie.

El ensanche de la población hacia fuera de las murallas comenzó en el siglo XVI.

### Iglesia de San Pedro

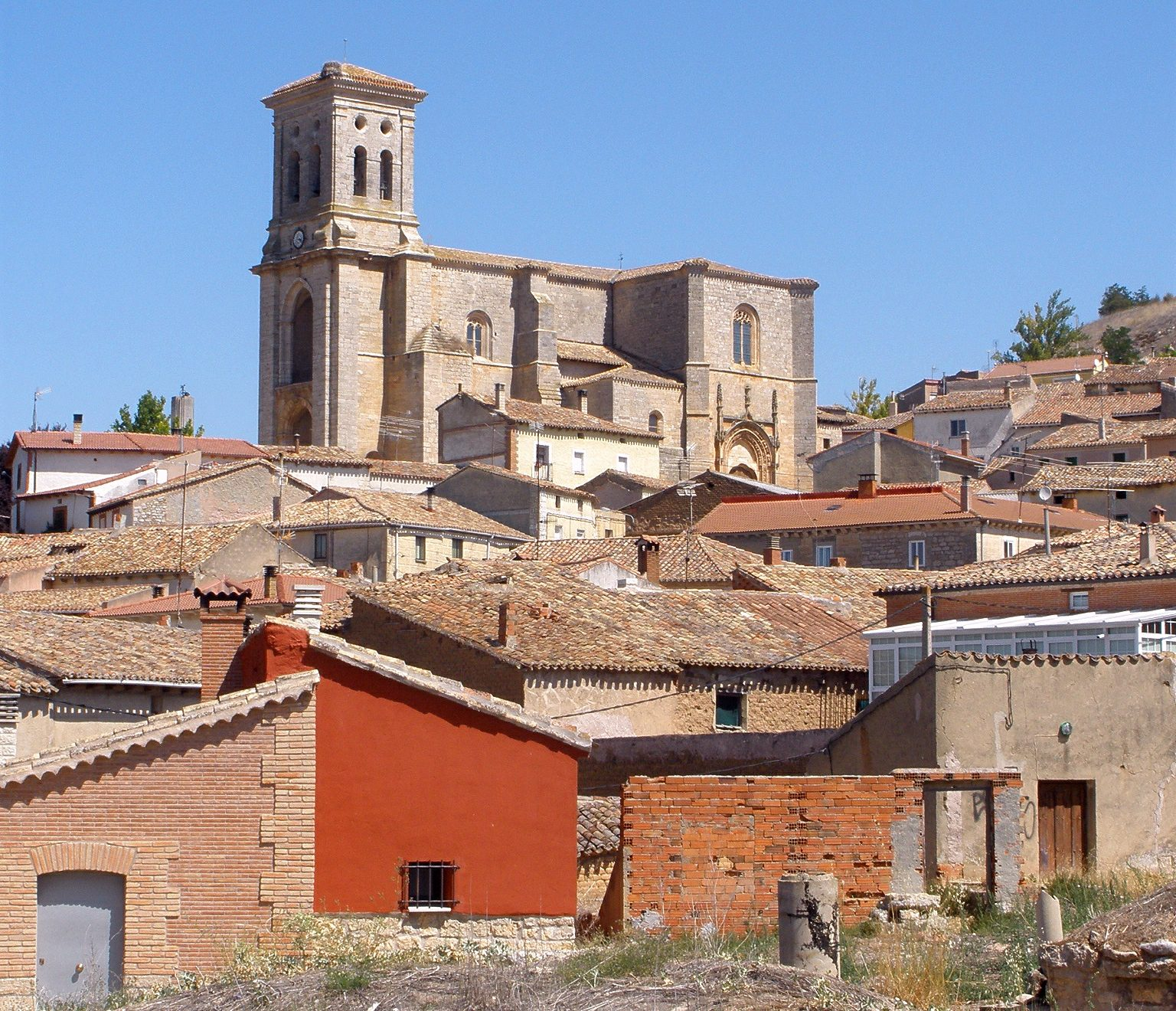
Vista de Pampliega, con la iglesia de San Pedro al fondo.

Monumental iglesia renacentista que preside el pueblo. Torre-pórtico: siglo XVI. Está a los pies. Portada Sur gótica, con esculturas, vegetales y cogollos. Es la entrada principal. Retablo del siglo XVI; uno de los más bellos de la comarca, de Domingo de Amberes, en nogal, roble y pino. Destaca la calle central con sagrario, San Pedro en cátedra y la  Asunción; a su altura están los bellos desnudos de Adán y Eva. Finalmente, el Calvario.
- Cuerpo 1: Bajorrelieves de la Infancia de Jesús. Cuatro estatuas de los Padres de la Iglesia.
- Cuerpo 2: Bajorrelieves de la Pasión.
- Cuerpo 3: Vida de San Pedro. En el centro, San Pedro en Cátedra (titular de la parroquia).En los extremos, los 4 evangelistas.
- Cuerpo 4: Vida de la Virgen. En el centro, la Asunción y a los lados Adán y Eva.

Púlpito: de piedra (rudo), con medallones de Pedro, Pablo y Andrés. Retablo lateral romanista. Retablo lateral obra barroca; dedicado a la Virgen.